# Альбінас Янушка
Альбінас Янушка (лит. Albinas Januška; нар. 2 червня 1960) — литовський політик та дипломат, один із підписантів Акту про відновлення незалежності Литви.

## Біографія
Після закінчення Тракайської школи-інтернату в 1978 році, навчався у Вільнюському університеті з 1978 по 1980 рік та в Ленінградському університеті з 1980 по 1983.
З 1983 по 1990 рік — науковий співробітник Інституту прикладної ензимології.
З 1990 по 1992 рік був депутатом Сейму Литви, один із підписантів Акту про відновлення незалежності держави. З 1992 року працював у Міністерстві закордонних справ Литви, з 1993 по 1998 рік — заступником міністра, а потім — послом.
З 1998 по 2003 рік — радник Президента Литовської Республіки з питань національної безпеки та зовнішньої політики.
У 2004—2006 роках — Секретар Міністерства закордонних справ, з 2006 року — радник прем'єр-міністра.
З 1988 року був членом партії «Саюдіс», а з 1989 — Соціал-демократичної партії Литви.

## Нагороди
- орден князя Ярослава Мудрого II ступеня (Україна; 5 листопада 1998) — за вагомий особистий внесок у розвиток українсько-литовського співробітництва[5];
- Маріїнський Орден Хреста, 2 ступінь (Естонія);
- медаль Незалежності Литви (2000);
- Командор ордена Великого князя Литовського Гядиминаса (2004);